# Martha Rosler
Martha Rosler va néixer el 29 de juliol de 1943 a Brooklyn, Nova York, on actualment viu i treballa.
Rosler, una de les artistes més influents de la seva generació, és també crítica, teòrica i professora. Treballa en diversos formats: vídeo, fotografia i fotomuntatge, assajos, escultura, instal·lació i performance. Aquestes tècniques li proporcionen llibertat d'acció i l'allunyen també de la pràctica de les disciplines de més pes històric, marcades per una jerarquia canònica: la pintura i l'escultura.
Amb esperit combatiu però a la vegada subtil, la seva investigació s'ha centrat en dos camps principals: l'espai privat i l'esfera pública, i la representació de la dona en els mitjans de comunicació, la publicitat i la vida mateixa. Li preocupen els conflictes del dia a dia, sobretot com aquests afecten les dones.
A través de la diversitat de la seva obra, Rosler elabora una sèrie d'incisius anàlisis dels mites i realitats d'una cultura occidental i patriarcal. Expressada des d'una vessant feminista, amb ironia i sentit de l'humor, l'obra de Rosler investiga les realitats socioeconòmiques i els problemes i ideologies polítiques que dominen la nostra vida quotidiana. No només tracta els conflictes que succeeixen al seu país, sinó també arreu del món, com ho són les guerres.

## Estudis
El 1965 es va graduar dels estudis de B.A. al Brooklyn College, i el 1974 de M.F.A a la University of California de San Diego.
Ja durant la seva etapa universitària, es va afegir activament al moviment feminista i pes drets civils. Recentment, s'ha involucrat més i més obertament en política, i dona suport activament a moviments d'anti-globalització i anti-capitalisme.

## Docència
Del 1980 al 2011 va exercir de professora d'art, de fotografia i mitjans audiovisuals, i d'estudis crítics, a la Mason Gross School of the Arts a la Rutgers University, de New Brunswick. Del 2005 al 2009 ha sigut professora del Städelschule College de Frankfurt.

## Obra
La seva obra ha contribuït a redefinir les categories de l'art. Interessada en el vincle entre art i activisme, tracta qüestions socials. Les interpretacions incisives, humorístiques i transgressores que realitza de la nostra societat reflecteixen el seu ferm compromís amb un art que desitja que agradi i arribi a un públic més ampli, que no només al dels privilegiats espais del món de l'art. Una de les seves principals inquietuds sempre ha sigut l'accessibilitat de l'obra i el paper de l'espectador al construir un significat sobre ella. Rosler es qüestiona els límits entre públic i privat, entre social i polític, i pressiona al públic perquè també s'ho replantegi.
Com si es tractés d'una arqueòloga, Rosler retira progressivament les capes del sentit comú, el discurs públic i l'experiència quotidiana per deixar al descobert les complexes realitats que hi ha rere els mites socials. Aporta una mirada crítica i un sentit de l'humor impertorbable a alguns aspectes de la vida quotidiana i de l'àmbit polític, posant un èmfasi especial en l'impacte de la cultura patriarcal.

Rosler vol trobar diferents maneres de comunicar-se i d'evitar que la seva obra es vegi obstaculitzada per la mercantilització. Li preocupa l'accés del visitant a les obres d'art. S'interessa a contribuir a redefinir les categories de producció i de recepció de l'art.
"Vull fer art sobre les coses corrents, un art que il·lumini la vida social. Vull involucrar l'art per qüestionar les explicacions mítiques de la vida quotidiana que prenen forma com a racionalisme optimista i explorar les relacions entre la consciència individual, la vida familiar i la cultura del capitalisme monopolista". -Martha Rosler.

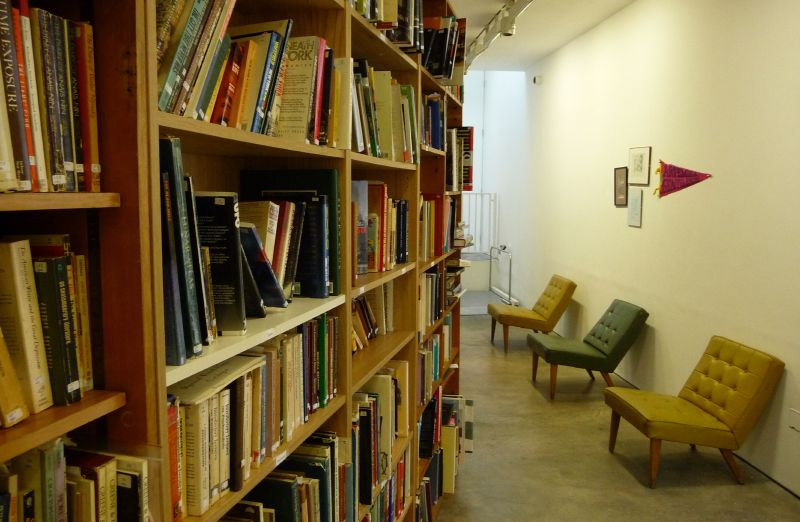
Martha Rosler Library, projecte a la Stills Gallery

Temes concurrents en la seva obra són els mitjans de comunicació, la guerra, l'espai públic i privat amb el seu corresponent component arquitectònic, els sense sostres, els sistemes de transport, i la figura de la dona.
Des de principis dels anys setanta ha produït una obra de gran importància en aquests diferents camps -fotografia, fotomuntatge, vídeo, performance, instal·lació, assaig-, fet que l'ha portat a ser considerada artista "underground" per ser de les primeres a combinar totes aquestes tècniques.
Internacionalment diversos museus i galeries han elaborat retrospectives sobre la seva obra, i varis dels seus escrits s'han publicat en reconegudes publicacions.

### Fotografies i fotomuntatges
Martha Rosler és coneguda per utilitzar gran varietat de mitjans a l'hora de realitzar les seves obres, però pel que se la reconeix més és el fotomuntatge, que fa a partir de la tècnica del collage. Aquests fotomuntatges són pensats per ser publicats a la premsa alternativa. Els elements que formen els seus fotomuntatges són trets principalment de la premsa, fet que permet a l'artista criticar els models de representació de la dona i de les classes socials.
Martha Rosler critica les explícites i latents ideologies i les institucions que governen la vida contemporània. Els seus fotomuntatges posen en dubte com interpretem el món. L'art, la política, el desig i l'economia són temes que li preocupen, concurrents en la seva obra, que analitza i critica. Una de les seves sèries de fotografies conegudes mostra llocs de pas i sistemes de transport com aeroports, carreteres, el metro, carrers,etc.
Bona part de la seva obra es basa en la guerra i la seguretat nacional. En alguns dels seus treballs, per exemple "House beautiful: Bringing the War Home", relaciona la vida quotidiana i privada de la llar amb els conflictes de la guerra al món. "Bringing the War Home" (1967-1972), és una sèrie de fotomuntatges que va realitzar a partir de la indignació que li va provocar la guerra de Vietnam al final dels anys seixanta. El 2004 i el 2009, en contra de les guerres que s'estaven duent a terme a l'Afganistan i a l'Iraq, va reinstituir la seva coneguda sèrie de fotomuntatges del conflicte del Vietnam.

#### "House Beautiful: Bringing The War Home"
La sèrie, que la formen vint fotomuntatges, té el principal objectiu de relacionar els llunyans llocs on transcorren els conflictes bèl·lics amb l'espai domèstic. Subratllar que l'exponent macropolític com és la guerra, està perfectament lligat amb l'espai de la llar, privat, micropolític.
També però, com senyala Silvia Eiblmayr, Rosler combinava diferents tipus d'imatges procedents de diferents mitjans com són la publicitat -en concret la que trobava en revistes de decoració dirigides a les dones-, la pornografia (consumida pels homes), y les imatges documentals de la guerra. Problematitzant i pertorbant així la "pau" que es relaciona normalment amb l'àmbit domèstic.
Els fotomuntatges de Bringing The War Home es van donar a conèixer a través de fulletons i de diaris alternatius.
"Bona part de la meva obra implica la Guerra del Vietnam i hagués sigut obscè exhibir-ho en una galeria. Però ara és diferent, és important recordar i deixar als més joves descobrir el que per alguns de nosaltres és encara tant present" - Martha Rosler
Una altra de les seves sèries de fotomuntatges més famoses és la sèrie "Body Beautiful, or Beauty Knows No Pain" (1966-72).
Alguns dels seus fotomuntatges són:
- Body Beautiful, or Beauty Knows No Pain (1966-1972)
- The Bowery in two inadequate descriptive systems (1974-75)
- Unknown Secrets (The Secret of the Rosenbergs)(1988)
- It Lingers (1993)
- Transitions & Digressions (1981-1997)
- Rights of Passage (1995-1998)
- House Beautiful: Bringing the War Home (1967-1972)
- House Beautiful: Bringing the War Home, New Series (2004-2008)
- In the Place of the Public: Observations of a Frequent Flyer (1983- present)
- Off the Shelf (2008)
- Greenpoint Project (2011)
- Cuba, January 1981 (2012)

### Vídeos iperformances
Rosler forma part de la primera generació de pioners del vídeo. Les seves obres investiguen com les realitats socioeconòmiques i les ideologies polítiques dominen la nostra vida ordinària. Rosler tracta i qüestiona temes com l'espai públic i privat, la guerra, experiències de dones i la informació dels mitjans de comunicació.
"Treballar en vídeo em permet construir, utilitzant una gran varietat de formes narratives de ficció, "trampes" dialèctiques com les que utilitza la televisió comercial", diu Rosler.
Les seves cintes fusionen actuacions dramatitzades, elements documentals, imatges de mitjans de comunicació i textos de divulgació. A Semiotics of the Kitchen (1975) Rosler substitueix el significat estandarditzat dels utensilis de cuina per un lèxic de ràbia i frustració. És potser una de les obres més conegudes de l'art feminista, en la qual es fa referència als programes de cuina emesos per televisió: l'artista du posat un davantal, dreta davant d'una taula plena d'estris de cuina, i va fent una demostració de l'ús dels estris que té davant per ordre alfabètic, des d'«apron» (davantal) fins a «tenderizer» (ablanidora de carn). Els seus moviments sovint semblen maldestres, fins i tot com si estiguessin controlats per alguna força externa, i de vegades són agressius. Els ganivets i els picadors de gel s'utilitzen més com a armes que no pas com a estris de cuina que se suposa que fan més fàcil la vida de les mestresses de casa.
Exposa, també, l'opressió subjacent en els fenòmens culturals com és l'objectivació de la dona (Vital Statistics of a Citizen, Simply Obtained, 1977); l'anorèxia i la inanició (Losing: A Conversation With The Parents, 1977); i la maternitat subrogada (Born to be Sold, 1988).
A la performance Vital Statistics of a Citizen, Simply Obtained, de 1977, Rosler es sotmet a ser mesurada, cada part del seu cos nu, per dos homes vestits de blanc i amb un cor de dones dretes mirant-ho en silenci. En una veu en "off" en el vídeo, Rosler diu: "This is a work about how to think about yourself," ("aquesta és una obra sobre com pensar en tu mateix").
Alguns dels seus vídeos són:
- Semiotics of the Kitchen: An Audition 2011, 10:26 minuts, color, so
- Prototype (God Bless America) 2006, 1 minut, color, so
- Chile on the Road to NAFTA, Accompanied by the National Police Band 1997, 10 minuts, color, so
- Seattle: Hidden Histories 1991-95, 13 minuts, color, so
- How Do We Know What Home Looks Like? The Unité of Le Corbusier at Firminy, France 1993, 31 minuts, color, so
- The Garden Spot of the World: Greenpoint, Brooklyn 1993, 19:24 minuts, color, so
- In the Place of the Public: Airport Series 1990, 4 hores, color, so
- Born to Be Sold: Martha Rosler Reads the Strange Case of Baby S/M 1988, 35 minuts, color, so
- Global Taste: A Meal in Three Courses 1985,30 minuts, 3-channel installation
- If It's Too Bad to Be True, It Could Be DISINFORMATION 1985, 16:26 minuts, color, so
- Fascination with the (Game of the)(Exploding)(Historical) Hollow Leg 1983, 58:16 minuts, color, so
- A Simple Case for Torture, or How to Sleep at Night 1983, 61:46 minuts, color, so
- Martha Rosler Reads Vogue 1982, 25:45 minuts, color, so
- Watchwords of the Eighties 1981-82, 62 minuts, color, so
- Optimism/Pessimism: Constructing a Life 1981, 44 minuts
- Scenes from the Streets: No Disclosure 1978, 12:20 minuts, color, so
- Domination and the Everyday 1978, 32:07 minuts, color, so
- Traveling Garage Sale 1977, 30 minuts, blanc i negre
- Vital Statistics of a Citizen, Simply Obtained 1977, 39:20 minuts, color, so
- From the PTA, the High School and the City of Del Mar 1977, 6:58 minuts, color, so
- The East Is Red, the West Is Bending 1977, 19:57 minuts, color, so
- Losing: A Conversation with the Parents 1977, 18:39 minuts, color, so
- Semiotics of the Kitchen 1975, 6:09 minuts, blanc i negre, so
- A Budding Gourmet 1974, 17:45 minuts, blanc i negre, so
- Super-8 Shots: (Backyard Economy, Backyard Economy I, Backyard Economy II, Flower Fields) 1974, 14:50 minuts, color, sense so

### Projectes i instal·lacions
Rosler també aborda qüestions de l'actualitat en els seus projectes i instal·lacions. El 1989 va ser comissària d'un ambiciós i innovador projecte, "If You Lived Here...". Amb un grup d'artistes, arquitectes, urbanistes, estudiants i gent sense sostre, van organitzar aquest projecte sobre urbanisme, arquitectura, habitatge i les condicions de vida i la gent sense llar.
Alguns dels seus projectes són:
- Housing Is a Human Right, A project of the Public Art Fund, Times Square Spectacolor Sign, New York, 1989
- "If You Lived Here...". Dia Art Foundation, New York, 1989
- An Empty Space in Ottensen, Contaminated by History, Capital, and Asbestos. Bus tour in the series "Stadtfahrt," Hamburg, 1993
- Oops (Nobody Loves the Hegemon). Galerie Christian Nagel, Cologne, 1999
- Martha Rosler Library. e-flux, New York, 2005-2006, Frankfurter Kunstverein, 2006, Museum for Contemporary Art, Antwerp, 2006, unitednationsplaza, Berlin, 2007, Institut national d'histoire d'art, Paris, 2007-2008, Stills, Edinburgh, 2008, Gallery at the University of Massachusetts, Amherst, 2009
- "If You Lived Here Still..." An Archive Project. e-flux, New York, 2009. Casco, Utrecht, Netherlands, 2010. La Virreina Centre de la Imatge, Barcelona, 2011
- Lesson for Today (with Josh Neufeld). Santa Monica, California, 1995
- Lesson for Today (with Josh Neufeld). Los Angeles, 2010
- Traveling Garage Sale. various locations, 1973-2010
- Meta-Monumental Garage Sale. MoMA, New York, 2012
- Theater of Drones. LOOK3 Festival of the Photograph, Charlottesville, Virginia, 2013
- Guide for the Perplexed: How to Succeed in the New Poland. CCA Ujazdowski Castle, Warsaw, Poland, 2014

### Assaigs
Martha Rosler, també teòrica i crítica d'art contemporani, que és coneguda pels seus escrits, ha publicat 17 llibres de fotografia, d'art, sobre l'espai públic, la gentrificació i sobre el fet de no tenir lloc on viure. Ha publicat en diferents llengües i han traduït els seus llibres a diverses llengües.
Com per exemple, el seu assaig de 1981 sobre la fotografia documental "In around, and Afterthoughts", sobre els mites de la fotografia i de com la gent determina el significat d'una fotografia, ha estat publicada i traduïda molts cops.
Els seus assaigs es publiquen en publicacions com Artforum, Afterimage, Grey Room, e-flux journal, Quaderns, NU Magazine i Texte zur Kunst.
La seva col·lecció personal de llibres, de més de 7,500, ha viatjat internacionalment convertida en la "Martha Rosler Library" Arxivat 2014-06-21 a Wayback Machine.. Organitzat per e-flux, entre 2005 i 2006 va arribar a Nova York, Frankfurt, Berlin, Antwerp, Paris, Liverpool, Edinburgh i a Massachusetts.
La publicació del llibre d'assaigs "Culture Class; Art, Creativity, Urbanism", basat en la lectura que va fer el 2010 a la tercera biennal Hermes a Den Bosch, a Holanda, va ser completada el 2013 per e-flux Journal i Sternberg Press, "From Gentrification to Ocupation: The Artistic Mode of Revolution", on parla sobre el rol dels artistes dins la ciutat i de la gentrificació.
Alguns dels seus texts són:
- Service: A Trilogy on Colonization Printed Matter, 1978.
- 3Works. Nova Scotia College of Art and Design, 1981.
- If You Lived Here: The City in Art, Theory, and Social Activism: A Project by Martha Rosler. New Press, 1991. Edited by Brian Wallis
- Rights of Passage. New York Foundation for the Arts & Kanaal Art Foundation, 1997.
- In the Place of the Public. Cantx Verlag (Ostfildern), 1998.
- Posiciones en el mundo real. Actar (Barcelona), 2000.
- Positionen in der Lebenswelt Verlag Der Buchhandlung Walther König, 1999. Edited by Sabine Breitwieser.
- Positions in the Life World. Ikon Gallery & Generali Foundation, 1998.
- Decoys and Disruptions: Selected Writings, 1975–2001. MIT Press, 2004.
- Passionate Signals. Hatje/Cantz, 2005.
- Paul Chan / Martha Rosler. A.R.T. Press, 2006.
- 3 Works (2006 edition). The Press of the Nova Scotia College of Art and Design, 2006.
- Service: A Trilogy on Colonization (2008 edition). Printed Matter, 2008.
- Imágenes públicas: La función politica de la imagen. Gg Fotografia, 2007. Edited by Gustavo Gili.
- Martha Rosler's Virtual Minefield. Location One, 2012. Edited by Alan Gilbert.
- Culture Class. e-flux & Sternberg Press, 2013. Edited by Julieta Aranda, Brian Kuan Wood, and Anton Vidokle. Introduction by Stephen Squibb

Apareix en els llibres:
- The Art of Memory: The Loss of History
- Blasted Allegories: An Anthology of Writings by Contemporary Artists
- Art After Modernism: Rethinking Representation
- Collage: The Unmonumental Picture
- Difference: On Representation and Sexuality
- The Decade Show: Frameworks of Identity in the 1980s

## Exposicions
Rosler té una sèrie de col·leccions permanents a museus, escoles, universitats i centres independents d'arreu del món com són el Metropolitant Museum of Art, el Whitney Museum of American Art, el Guggenheim Museum in New York, l'Art Institute of Chicago, el San Francisco Museum of Modern Art i el Long Beach Museum of Art de California, el Contemporary Arts Museum de Houston, el Stedeijk Museum d'Amsterdam, el Modern Museet de Stockholm, la Tate i V&A de Londres, el Museu d'Art Contemporani de Barcelona, el Museo Centro de Arte Reina Sofía de Madrid i l'Australian National Gallery.
S'han fet retrospectives de la seva obra en diverses ciutats europees, a la Ikon Gallery de Brimingham, a la Gernerali Foundation de Viena, a l'Institut d'Art Contemporain de Lyon-Villeurbanne, al Museu d'Art Contemporani de Barcelona (MACBA), a l'Arte Moderna e Contemporánea (GAM) a Torino i a Rotterdam. També a Nova York al New Museum of Contemporary Art i a l'Institute of Contemporary Photography.
El novembre de 2015 fa fer la seva primera exposició en solitari, Meta-Monumental Garage Sale, al Museum of Modern Art (MoMA) de Nova York.
Galeries i museus internacionals han exhibit també a Rosler en nombroses ocasions: l'Institute of Contemporary Arts de Londres, el Centro José Guerrero de Granada, l'International Biennal of the Moving Image de Ginebra, la Universitat de Rennes (2006), diverses Whitney Biennials de Nova York, la documentas 7 i 12 a Kassel, Alemanya; l'SkulpturProjekte Münster 07, la cinquantena Biennal de Venècia, la Biennal de Taipei (2004), l'Instituto Valenciano de Arte Moderno (2015). També a la Galerie Christian Nagel de Berlin (2006 i 2004), el Gorney Bravin + Lee de New York (2004), la Moderna Museet de Stockholm (2002), i la Maison Européenne de la Photographie de Paris (2002). I el London Garage Sale Institute of Contemporary Art de Londres(2005), el Martha Rosler: If not now, when? del Museu Sprengel de Hannover (2005), i el Martha Rosler: Positions in the Life al World Generali Foundation de Vienna.
Ha fet exposicions en grup al Centre Pompidou de Paris, al Museum of Modern Art i al International Center of Photography de Nova York, al Fotomuseum Winterthur, al Reina Sofía de Madrid, al Skulptur Projekte Münster el 2007, al Nederlands Fotomuseum de Rotterdam, a la Tate Modern de Londres, a la Singapore Biennial el 2011, i a la Liverpool Biennial (2004). Exposicions com la WACK! Art and the Feminist Revolution al Museum of Contemporary Art de Los Angeles, el The Downtown Show: The New York Art Scene 1974-1984 a la Grey Art Gallery de la New York University, el Persistent Vestiges: Drawings from the American-Vietnam War al The Drawing Center de New York (2005), el The Last Picture Show: Artists Using Photography, 1960-1982 al Walker Art Center de Minneapolis, i el Gloria: Another Look at Feminist Art in the 1970s al White Columns de New York (2002).
Ha exposat en moltes ocasions al llarg de la seva carrera a la Nagel Draxel Galerie.
A la Galleria Raffaella Cortese hi ha fet 4 exposicions:
- versus inversus - joan jonas, zoe leonard, anna maria maiolino, ana mendieta, martha rosler..., Arxivat 2016-01-29 a Wayback Machine. Del 25 de novembre al 20 de gener de 2009.
- in full bloom, Arxivat 2016-01-29 a Wayback Machine. Del 12 de maig al 30 de juliol de 2010.
- in public - martha rosler Arxivat 2016-01-29 a Wayback Machine., Del 26 de maig al 30 de juliol de 2011.
- cuba, january 1981 - martha rosler, Arxivat 2016-01-29 a Wayback Machine. Del 22 de maig al 15 de setembre de 2013.

A Mitchell-Innes & Nash ha exposat tres vegades:
- Martha Rosler. Cuba, January 1981. Del 20 abril al 25 maig de 2012.
- Martha Rosler. Great Power. Del 6 de setembre al 11 octubre de 2008.
- Fall out. Cold war culture. Del 30 de març al 29 d'abril de 2006.

I al New Museum Arxivat 2013-01-15 a Wayback Machine.:
- "Difference: On Representation and Sexuality"
- "The Art of Memory / The Loss of History"
- "New York Foundation for the Arts Video Fellows 1985"
- "The Decade Show: Frameworks of Identity in the 1980s"
- "In Transit"
- "Martha Rosler: Positions in the Life World"
- "Home Fronts: Between the Public and the Private"
- "Collage: The Unmonumental Picture"
- "Museum as Hub: Six Degrees"
- "Film and Video Program: Program A: Feature-Vintage Program B: The Men in our lives-Fathers Program C: Mother Love" Program D: A Family Affair"

## Premis
Rosler ha rebut nombrosos nacionals i internacionals premis:
- El 2005 el "Spectrum International Prize in Photography".
- El 2006 l'"Oskar-Kokoschka Prize" (el més important premi de belles arts d'Àustria).
- el 2007 l'"Anonymous Was A Woman Award" de la Foundation Grant.
- Ha rebut el "Featured Speaker, Women's Caucus, Society for Photographic Education".
- El 2008 va ser la USA Artists Nimoy Fellow.
- El 2009 va rebre el "4 Civitella Ranieri Residency" de Umbria.
- El 2010 va rebre el "Third International Hermes lecture" de s'Hertogenbosch.
- El 2010 també va rebre el premi del Guggenheim Museum de Nova York "Lifetime Achivement Award".
- El 2011 el "DAAD Artists-in-Berlin Residency".
- El 2012 va rebre el premi "Asher B.Durand Award" del Brooklyn Museum.
- E 2012 també el "Doctorate honoris causa" de la Nova Scotia College of Art and Design.
- El 2016 el "100k Prize" de The New Foundation Seattle.